# Johannes Tinctoris

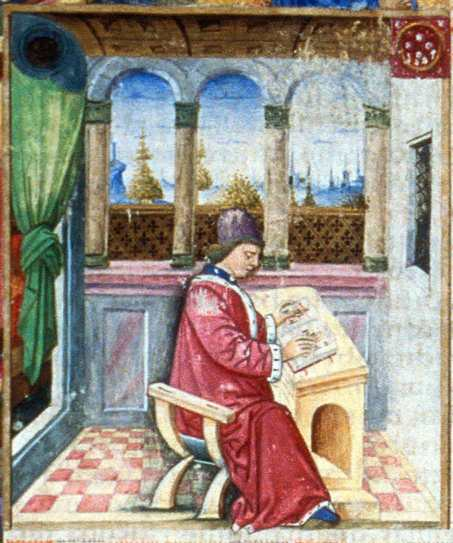
Ritratto di Tinctoris dal frontespizio del ms 835, Valencia, Biblioteca universitaria

Johannes Tinctoris, latinizzazione di Jehan le Taintenier (1435 circa – prima del 12 ottobre 1511), è stato un teorico della musica e compositore fiammingo del Rinascimento.

## Biografia
Johannes Tinctoris nacque intorno al 1435 presso Nivelles, nel Principato vescovile di Liegi. Il padre era probabilmente un funzionario municipale (échevin) di nome Martino, in servizio a Braine-l'Alleud e morto nel 1472.
Tinctoris prestò servizio presso la cattedrale di Cambrai nel 1460, divenendo subito dopo succentore (succentor) della cattedrale di Orléans; si fa perciò risalire a quell'anno il completamento della sua formazione musicale, forse sotto la guida del celebre Guillaume Dufay, residente definitivamente a Cambrai dal 1458. Tinctoris effettuò almeno una parte degli studi all'università di Orléans; nelle proprie opere si dichiara dottore di diritto canonico e civile («in legibus licenciato»), musico e matematico. Dai suoi scritti si ricavano anche notizie circa alcuni incarichi (precettore dei cantori a Chartres) e contatti tenuti con altri compositori, tra cui Johannes Ockeghem e Antoine Busnois.
Dal 1472 circa, Tinctoris fu al servizio della corte aragonese del re Ferdinando I a Napoli, dove tra l'altro insegnò musica alla figlia Beatrice d'Aragona e conobbe Franchino Gaffurio, su cui sembra che abbia esercitato notevole influenza. Fu inoltre in contatto con altri esponenti della cultura umanistica tra cui Lorenzo Bonincontri, presente a Napoli sino al 1475.
Nonostante il prestigio di cui godé, gli ultimi decenni della vita di Tinctoris sono ancora in parte sconosciuti. Nel 1490 circa lasciò la corte napoletana e probabilmente nei primissimi anni del Cinquecento tornò definitivamente in patria, dopo che, l'11 giugno 1502, rinunciò a Roma alla prebenda di circa 100 ducati assegnatagli dagli Aragonesi. Alcuni documenti attestano legami del musicista con la chiesa collegiata di Santa Gertrude a Nivelles, dove gli era stato assegnato un canonicato non vincolato alla residenza già intorno al 1488. Prima del 12 ottobre 1511 Tinctoris morì, poiché in quella data il suo beneficio di Nivelles fu trasferito a Peter de Coninck.

## Attività
L'attività di Tinctoris, svolta nel ventennio trascorso a Napoli, è ben documentata; al servizio aragonese svolse infatti importanti funzioni: cantore cappellano (archicapellanus), strumentista di ribeca e vihuela de arco (successivamente conosciuta come viola da gamba), precettore, compositore e consulente legale. Tinctoris ebbe a corte un ruolo intellettualmente preminente e nell'ottobre 1487 fu inviato in Nord Europa per ingaggiare nuovi cantori per la cappella reale. Per l'ottima conoscenza delle lingue e del diritto, il re Ferdinando gli ordinò anche di redigere una traduzione italiana degli articoli dell'Ordine del Toson d'oro (Articuli et ordinatione dell'ordine del Toson d'oro).

La sua vasta produzione comprende scritti sulla pratica e la teoria musicale contemporanea, in cui elogia i compositori della cosiddetta scuola franco fiamminga. La profondità e accuratezza di tali scritti rivelano la sua eccezionale conoscenza della materia, unita a una notevole capacità di indagine, entrambe raramente riscontrabili in opere analoghe di altri autori.

Due sole edizioni furono stampate mentre Tinctoris era ancora in vita: il Diffinitorium musice, primo dizionario dei termini musicali (comprendente 297 lemmi e dedicato alla sua allieva, la principessa Beatrice d'Aragona), e il De inventione et usu musice.

Di un certo interesse è anche quanto resta della sua corrispondenza epistolare, consistente in due soli esemplari; di questi, uno è indirizzato al napoletano Gianmarco Cinico – impiegato alla corte aragonese – e che fu probabilmente il redattore della traduzione italiana degli Articuli et ordinatione dell'ordine del Toson d'oro. Nella lettera, Tinctoris lamenta la vanità della vita di corte, rivelando toni sinceri che superano la convenzionale retorica.

Tinctoris non fu particolarmente prolifico come compositore; il suo stile è affine a quello dei contemporanei Ockeghem e Busnois. La messa L'homme armé, scritta presumibilmente all'inizio degli anni Ottanta, è considerata la sua composizione più interessante.

## Opere (musica)

### Musica sacra
- Missa Helas (perduta, del 1482);
- Missa L'Homme armé;
- Missa Nos amis (perduta, 1475);
- Missa Sine nomine I (a 3 voci);
- Missa Sine nomine II (a 3 voci);
- Missa Sine nomine (a 4 voci);
- Missa Trium vocum;
- Alleluia;
- Credo (identico al Credo attribuito alla Missa L'ami Baudichon di Josquin Desprez);
- Fecit potentiam;
- Lamentationes Ieremiae (prima del 1506);
- O virgo miserere mei, (composta nell'estate 1476 per Beatrice d'Aragona);
- Pater rerum (perduta, del 1482);
- Virgo Dei throno digna, (composta nell'estate 1476 per Beatrice d'Aragona);

### Musica profana
- Comme femme, (sul tenor di una chanson di Gilles Binchois);
- De tous biens playne (da una chanson di Hayne van Ghizeghem);
- Difficiles alios delectat pangere cantus;
- D'ung aultre amer (da una chanson di Johannes Ockeghem);
- Gaude vetus Roma (perduta, del 1492);
- Helas le bon temps (prima del 1501);
- Le souvenir (a 3 voci, da una chanson di Robert Morton);
- Le souvenir (a 4 voci, da una chanson di Robert Morton);
- O Invida Fortuna;
- Tout a par moy (da una chanson di Walter Frye o Gilles Binchois);
- Vostre regart.

## Opere teoriche
- Speculum musica (prima del 1472, perduto?);
- Proporzionale musices (1472-1473);
- Diffinitorium musice (scritto intorno al 1472-1474 e stampato a Treviso nel 1495, è il primo dizionario dei termini musicali);
- Complexus effectuum musices (dedicato, come il Diffinitorium, a Beatrice d'Aragona e scritto intorno al 1472-1475);
- Liber imperfectionum notarum musicalium (c. 1472-1475);
- Articuli et ordinatione dell'ordine del Toson d'oro (c. 1474-1477);
- Tractatus de regulari valore notarum (1474-75);
- Tractatus alterationum (1475);
- Tractatus de notis et pausis (1475);
- Scriptum super punctis musicalibus (1475);
- Liber de natura et proprietate tonorum (datato 6 novembre 1476);
- Liber de arte contrapuncti (terminato l'11 ottobre 1477);
- Expositio manus (dopo il 1475);
- De inventione et usu musice (c. 1480-1483).

## Il ritratto
L'unica immagine superstite in cui è raffigurato Tinctoris si trova sul frontespizio di una copia manoscritta dei suoi trattati, conservata a Valencia, in cui è ritratto seduto alla scrivania intento a leggere, forse nella sua residenza di Castelnuovo, a Napoli.

## Fonti
La prima biografia di Johannes Tinctoris fu scritta dal contemporaneo Johannes Trithemius a Magonza nel 1497.